# 金橘子 (蘋果)
金橘子蘋果 是一個蘋果的品種，是1970年代（在1996年公布）在義大利透過雜交PRI1956-6和埃德古爾德金蘋果產生的品種。耐蘋果黑星病，有中等的生長力，中晚熟的開花季，果實約167克重且對稱，果皮滑順，成熟時沒有棕色色斑，比黃元帥蘋果晚一點成熟，有著良好的貯藏性。